# Bollvattnet
Bollvattnet är en sjö i Vilhelmina kommun i Lappland och ingår i Ångermanälvens huvudavrinningsområde. Sjön har en area på 1,89 kvadratkilometer och ligger 524,2 meter över havet. Sjön avvattnas av vattendraget Matskanån. Vid provfiske har bland annat abborre, elritsa, röding och stensimpa fångats i sjön.

## Delavrinningsområde
Bollvattnet ingår i det delavrinningsområde (723241-150358) som SMHI kallar för Utloppet av Bollvattnet. Medelhöjden är 536 meter över havet och ytan är 6,92 kvadratkilometer. Det finns inga avrinningsområden uppströms utan avrinningsområdet är högsta punkten. Matskanån som avvattnar avrinningsområdet har biflödesordning 3, vilket innebär att vattnet flödar genom totalt 3 vattendrag innan det når havet efter 398 kilometer. Avrinningsområdet består mestadels av skog (69 procent). Avrinningsområdet har 1,89 kvadratkilometer vattenytor vilket ger det en sjöprocent på 27,2 procent.

## Fisk
Vid provfiske har följande fisk fångats i sjön:
- Abborre
- Elritsa
- Röding
- Stensimpa
- Öring